# Ioannis Metaxás
Ioannis Metaxás (en griego: Ιωάννης Μεταξάς; Vathí, 12 de abril de 1871 - Atenas, 29 de enero de 1941) fue un general y político griego que el 4 de agosto de 1936 estableció una dictadura de carácter nacionalista, conservadora y ortodoxa, con elementos fascistas, que perduró hasta abril de 1941, cuando los alemanes invadieron Grecia.
Metaxás, una de las figuras que marcó la política griega durante el primer tercio del siglo XX junto con su rival Eleftherios Venizelos, fue un protegido de la corte, se opuso a la ocupación griega de Asia Menor tras la Primera Guerra Mundial y a la política parlamentaria, que consideraba llena de luchas partidistas e intrigas. Durante su época militar, se le consideró un oficial de Estado Mayor capaz, de inclinaciones antiliberales y monárquicas. No estuvo entre los monárquicos favorecidos por el regreso del rey tras la Primera Guerra Mundial y, tras un breve exilio, fue de los primeros monárquicos en aceptar la nueva república a mediados de los años veinte. Más tarde, sin embargo, volvió a su antigua preferencia de un gobierno autocrático.
Durante su dictadura de finales de los años treinta, trató de transformar —sin éxito— el país de acuerdo con su idea de lo que consideraba el ideal griego clásico de orden, equilibrio, mesura y organización. Su dictadura acabó con el monopolio político de la derecha tradicional en Grecia, con la que Metaxás mantenía una relación ambigua y dio paso a una nueva que se asentó finalmente tras la guerra mundial y la guerra civil. Su régimen, con destacado componente policial, se basó en el respaldo del rey Jorge II de Grecia y de la facción antivenicelista de las fuerzas armadas y careció de un partido de masas, a diferencia de otras dictaduras contemporáneas.
Figura poco querida tanto en su época como posteriormente, se ganó, sin embargo, amplio respeto por liderar a los griegos en la victoria sobre los italianos en la guerra greco-italiana del invierno de 1940-1941.

## Juventud y comienzos
Nació en Vathí, Ítaca, el 12 de abril de 1871. Dos años más tarde, su padre, funcionario menor de origen noble —tenía el título de conde, obtenido por la familia en el siglo XVII—, fue destinado a Ítaca, donde se mudó la familia y Ioannis cursó enseñanza primaria. La madre de Metaxás era campesina. Trasladada la familia a Argostoli, en la isla de Cefalonia, por azares de su padre, el joven Metaxás recibió su educación secundaria en esta localidad. Metaxás se consideraba a sí mismo cefalonio.
Ingresó en la Academia Militar en 1885 y se graduó como alférez en 1890. Los dos años siguientes los pasó en diversos destinos en Corfú; pasó a estudiar en la Escuela de Ingenieros Militares en 1894. En 1895 se encontraba destinado como jefe de ingenieros de la guarnición de Nauplia.
Su carrera militar activa comenzó en la guerra por Tesalia contra el Imperio otomano en 1897, que le marcó profundamente, haciéndolo más escéptico hacia las aventuras nacionalistas para las que el país demostró no hallarse entonces preparado. Estuvo destinado en el cuartel general del príncipe heredero Constantino (futuro Constantino I de Grecia), puesto que marcó la carrera y la orientación política del joven Metaxás. Gracias al apadrinamiento del príncipe, pudo cursar poco después estudios en la Academia Militar Prusiana en Berlín, donde estudió de 1900 a 1903, perfeccionó el alemán y se consolidó como germanófilo. Su periodo en Berlín convirtió a Metaxás en uno de los pocos oficiales griegos con experiencia en la Europa occidental, en un admirador de la cultura y técnicas militares occidentales, especialmente las alemanas, y afianzó su intensa inclinación monárquica.

## Las guerras balcánicas

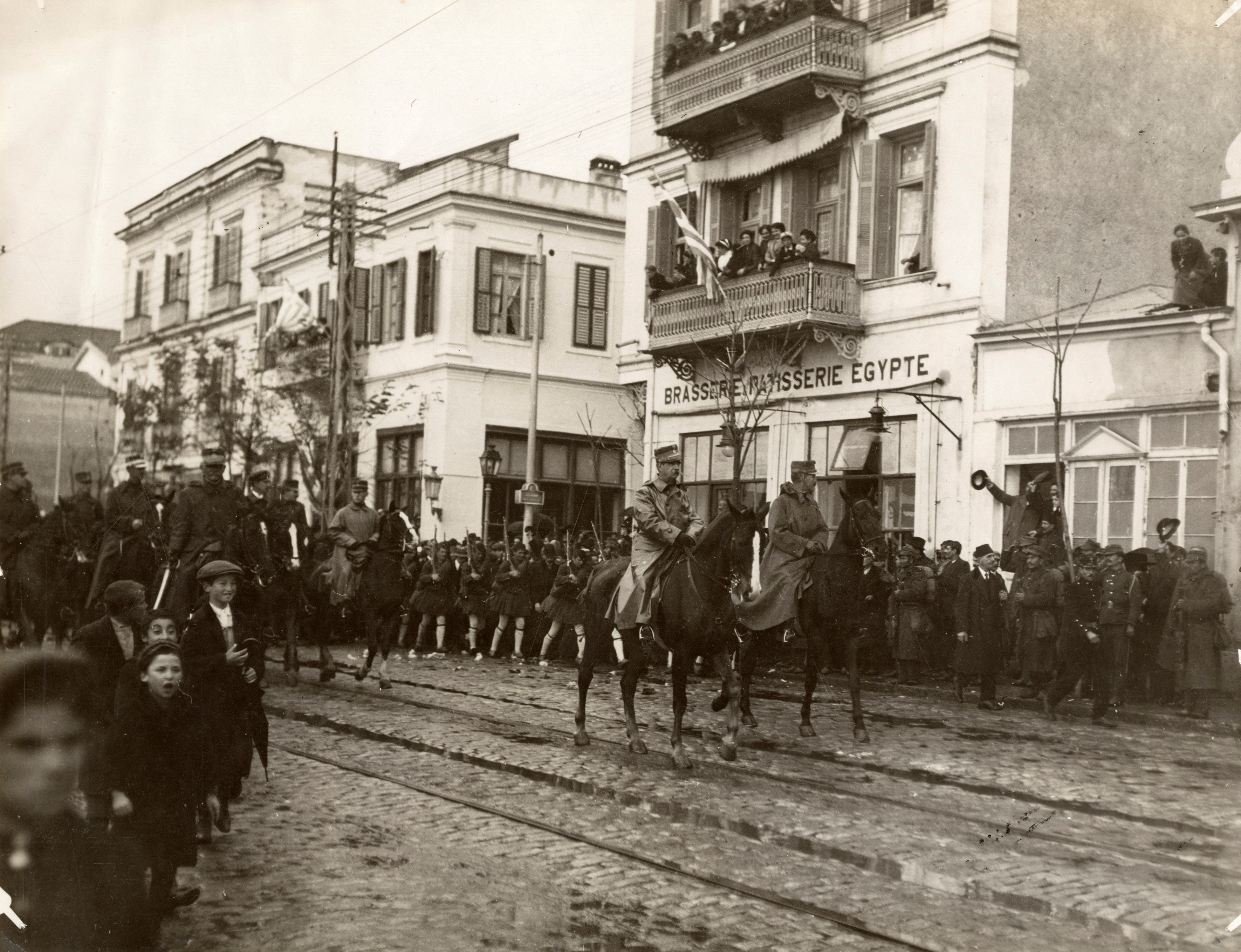
Entrada del Ejército griego en Salónica en 1912. Metaxás participó en la capitulación de la ciudad por las fuerzas otomanas.

Tras la llegada al poder de Venizelos a finales de la década de 1900, Metaxás fue nombrado su edecán y asesor en asuntos militares. Fue la época de mayor cercanía entre los dos, aunque desde el comienzo Metaxás, fanáticamente partidario de la familia real, desconfió de las intenciones de Venizelos sobre esta. Estos años se desarrolló una lucha política entre el príncipe heredero y sus partidarios y Venizelos y los suyos por el control del Ejército. Metaxás, que consideraba el Gobierno de Venizelos una continuación de la revuelta antimonárquica de la Liga Militar de Nikolaos Zorbas, se convirtió en un consumado intrigante a favor de la corriente real, a pesar de su puesto oficial junto al primer ministro. Se opuso a la llegada de una misión militar francesa encargada de reformar el Ejército griego, favorecida por Venizelos, que podía mantener permanentemente alejada a la familia real del control de las fuerzas armadas.
Justo antes del estallido de la primera guerra balcánica, Venizelos le envió para tratar un acuerdo militar con Bulgaria en septiembre de 1912. A su regreso de Sofía, Metaxás se unió al príncipe heredero en el cuartel general griego en Lárisa. Los otomanos capitularon en Salónica tras tres semanas de combates, rendición en la que participó Metaxás junto con Víktor Doúsmanis (27 de octubre de 1912). Su destacado papel en las operaciones militares acentuó la soberbia de Metaxás, reflejada en su diario y en las cartas a su esposa. Se sucedieron rápidos ascensos, nombrándosele teniente general en septiembre de 1913. Marchó a Londres a finales de 1912 como parte de la delegación griega que debía negociar la paz. Su segunda hija nació durante su estancia en la capital británica. De vuelta en Grecia a comienzos de 1913, participó en la captura de Ioánina y firmó la rendición turca el 21 de febrero de 1913. En 1913 fue nombrado jefe del Estado Mayor griego.

## La guerra mundial y el «cisma nacional»
Monárquico extremo, apoyó a Constantino I y se opuso a la entrada de Grecia en la Primera Guerra Mundial. La división del país (conocida como «cisma nacional») entre partidarios de Venizelos, favorables a la entrada en la guerra del lado de la Triple Entente tras unos primeros momentos de duda, y los germanófilos, cercanos a la familia real (la reina era hermana del káiser Guillermo II de Alemania), defensores de la neutralidad en la contienda, marcó la política griega. La rivalidad entre ambas facciones determinó la orientación política de Metaxás hasta su dictadura de finales de los años treinta.

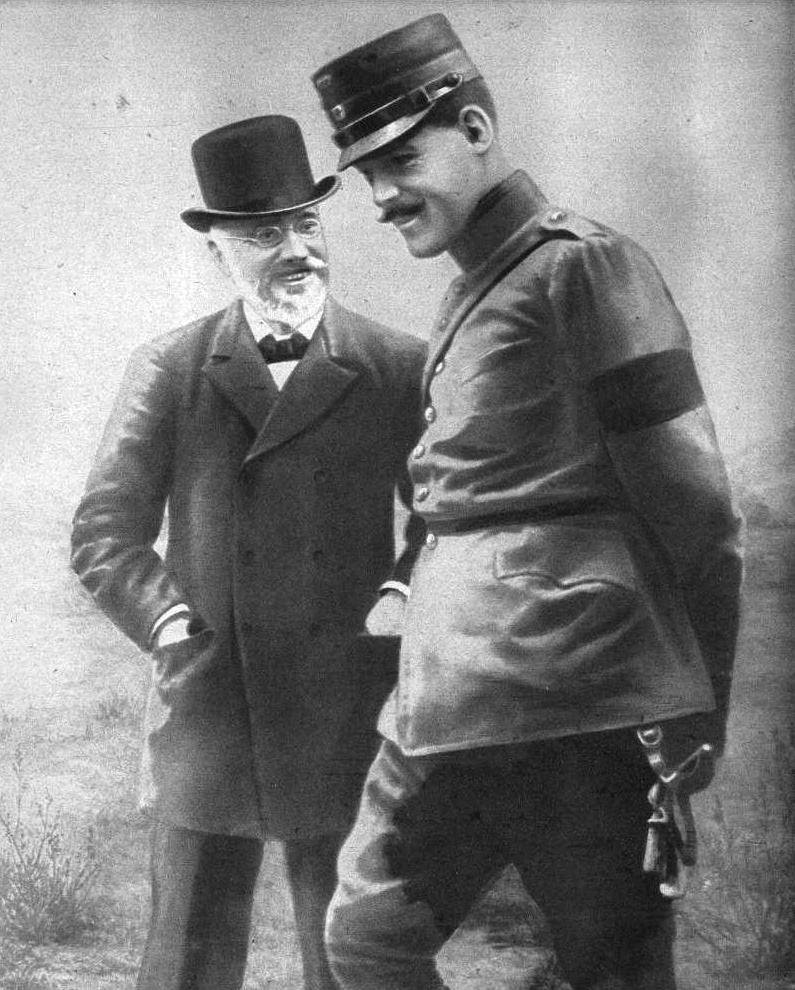
Los protagonistas del «cisma nacional» de la Primera Guerra Mundial, el primer ministro Eleftherios Venizelos, partidario de la Triple Entente, y el rey Constantino I, favorable a la neutralidad preferida por Alemania.

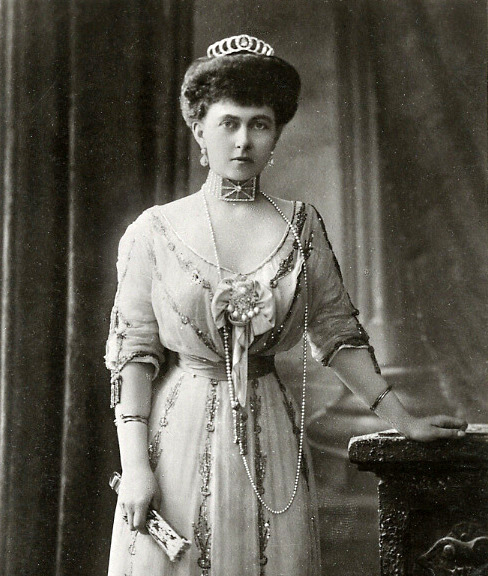
La reina Sofía, hermana del káiser Guillermo II de Alemania, influencia germanófila en la corte e importante apoyo de Metaxás en su rivalidad con Eleftherios Venizelos durante la Primera Guerra Mundial.

Eleftherios Venizelos, el primer ministro, no se resignó a la negativa de Metaxás a ayudar en la batalla de los Dardanelos y usó la guerra como asunto principal en las elecciones. Venizelos ganó las votaciones del 6 de diciembre de 1915 y movilizó al Ejército, y a raíz de ello, el rey lo destituyó; el monarca se oponía a la llegada de tropas de la Entente como defendía el primer ministro. Ese mismo año, Metaxás fue nombrado jefe del Estado Mayor. Organizó entonces bandas de oficiales, activos y en la reserva (epistratoi), que utilizó como milicias terroristas para amedrentar a los partidarios de la Entente. Estas bandas se enfrentaron a las tropas de la Entente en Atenas. Ante la debilidad de los sucesivos Gobiernos reales opuestos al Gobierno rebelde de Venizelos en Salónica, se convirtió en la principal figura del bando monárquico, con el apoyo del alto mando griego, sus bandas de oficiales y el respaldo de la reina.
El rey fue depuesto en 1917 con la ayuda de los Aliados y sesenta mil soldados cretenses; Venizelos volvió al poder para, acto seguido, declarar la guerra el 29 de junio de 1917, haciendo de Grecia uno de los Estados beligerantes de la Primera Guerra Mundial del lado de los Aliados. Metaxás, que había defendido la resistencia contra la Entente, fue arrestado (20 de junio de 1917) y exiliado por un decreto de Venizelos en Córcega por los franceses. Temeroso de las posibles represalias de las autoridades francesas por su pasado de hostilidad a Francia y a la Entente, huyó a territorio italiano tras la derrota alemana, dejando a su familia en cautividad. Hubo de hacer uso de sus contactos masones para lograr la liberación de su familia y poder permanecer en Italia, donde sufrió intensas depresiones. En enero de 1920, fue condenado a muerte in absentia en Grecia.
Finalmente pudo reunirse con su familia en Siena en el verano de 1919, donde pasó nueve meses antes de regresar a Grecia llamado por el rey.

## Regreso a Grecia y segundo exilio
Metaxás y el rey habían tenido que exiliarse y ninguno de los dos volvió hasta 1920. Metaxás pudo regresar a Grecia y volver a actuar en política tras las elecciones de noviembre de 1920, pero ya enfrentado a sus antiguos aliados monárquicos. Se oponía a la continuación de la campaña de Asia Menor, que estaba convencido acabaría en desastre, al contrario que sus antiguos aliados antivenicelistas, que la continuaron al volver al poder. Al mismo tiempo que sus antiguos aliados le comunicaron su intención de prescindir de él, se retiró del Ejército, con el grado de general de división.
El 13 de septiembre de 1922, estalló la revuelta venicelista del general Nikolaos Plastiras por el desastre de la campaña en Asia Menor. Varios militares y políticos monárquicos responsables de la última fase de la campaña fueron arrestados y a Metaxás se le advirtió de que era considerado sospechoso de haber participado en las acciones de estos. El 13 de octubre de 1922, publicó el programa de su nuevo partido, tratando de presentarse como el único dirigente capaz de oponerse a los venicelistas, converso del sistema republicano parlamentario y candidato de consenso entre los dos bandos enfrentados.
Cuando la monarquía fue abolida en 1922, participó de manera secundaria en un golpe de Estado en octubre de 1923, para intentar restaurarla que finalmente fracasó. El 27 de octubre de 1923, se embarcó en Corinto para Italia, donde llegó dos días más tarde. Pasó más tarde a Francia. Regresó a Grecia el 6 de abril de 1924 gracias a la amnistía a los golpistas de 1923 y, tras declarar su lealtad a la república, volvió a la política con el Partido de los Librepensadores (en griego antiguo: Eleftherophrones) que había fundado en 1923, compuesto sobre todo por amigos de Cefalonia y por jerarcas militares de derecha, ultramonárquicos. Su partido, con solamente siete diputados, fue minoritario. En 1926 fue elegido diputado y entró en el Gobierno de coalición de Aléxandros Zaimis como ministro de Comunicaciones. Su partido había alcanzado su mayor éxito con 54 escaños de un total de 250 en las elecciones del 7 de noviembre de 1926. En 1928 el regreso de Venizelos auguró el fin de la coalición de Zaimis. En las elecciones de agosto de 1928, el partido de Metaxás quedó reducido a cinco diputados y el propio Metaxás perdió su escaño; a pesar de esto, la formación permaneció en el nuevo Gobierno de coalición con Venizelos. Metaxás, sin embargo, abandonó de nuevo temporalmente la política.
Hacia 1931 el Gobierno de Venizelos se hallaba en decadencia y perdió las elecciones de septiembre de 1932. El nuevo Gobierno de Panagis Tsaldaris incluyó a Metaxás como ministro del Interior. En enero de 1933, empujado por Plastiras, Venizelos desplazó a Tsaldaris, pero fue incapaz de ganar las dos elecciones que convocó y Plastiras dio un golpe de Estado para acabar con la mayoría y el Gobierno de Tsaldaris. Incapaces de lograr una mayoría suficiente para controlar el Gobierno, los venicelistas trataban de mantener la república incluso a costa de poner fin a la democracia.

## El golpe de Estado de 1936
Tras el intento de asesinato de Venizelos, ensalzado por Metaxás, la escasa investigación causó un intento de golpe de Estado por parte de oficiales venicelistas descontentos, que estuvo a punto de triunfar pero fue finalmente aplastado por el ministro de Defensa, general Georgios Kondylis. Metaxás apoyó a Kondylis para sofocar el golpe y en la posterior purga de oficiales venicelistas.

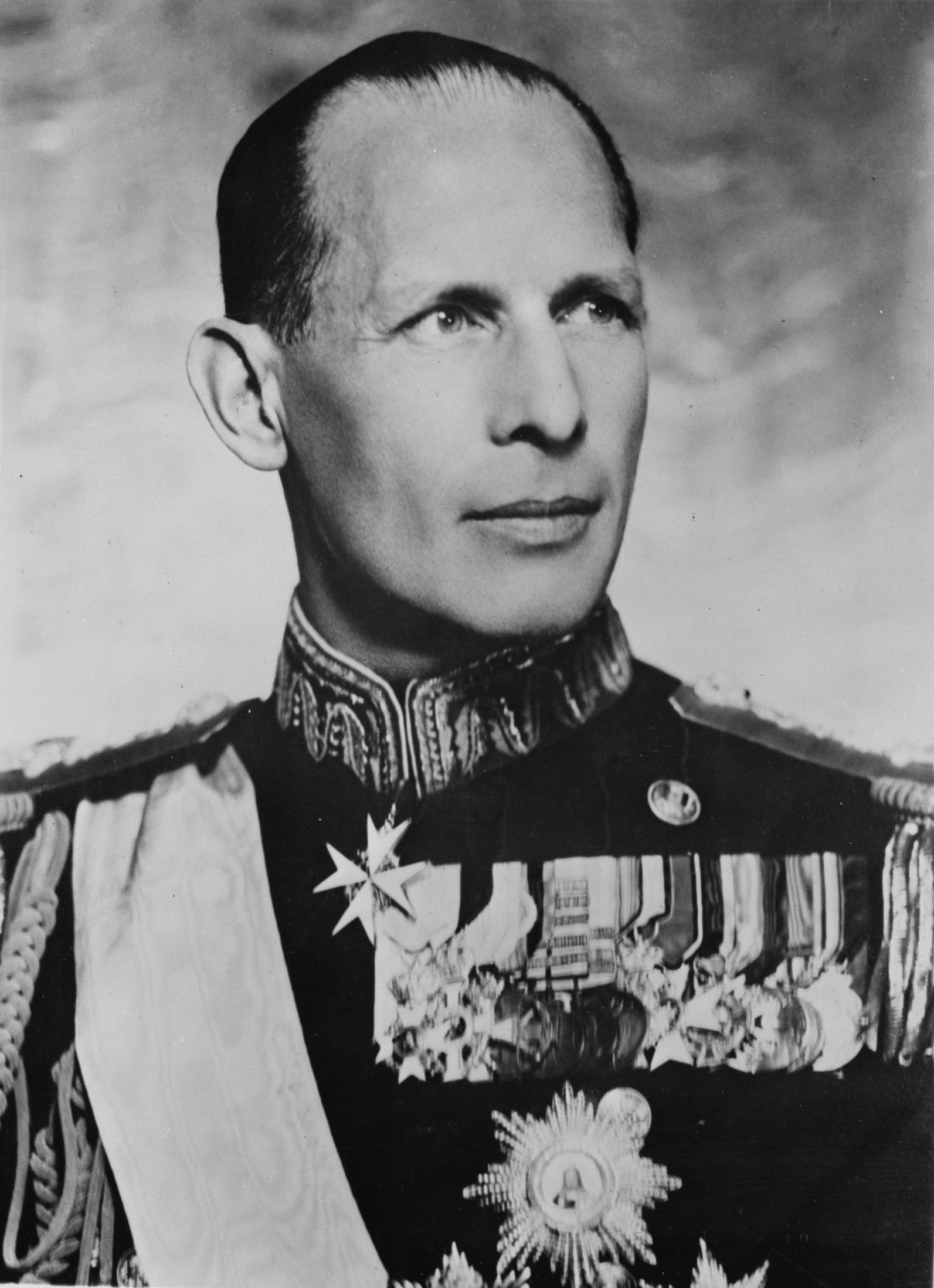
Jorge II de Grecia, regresó al trono gracias a las presiones de los monárquicos y al fracaso de los republicanos. Metaxás tuvo un importante papel en su restauración y recibió el apoyo del soberano para imponer la dictadura en el verano de 1936.

El Partido Populista de Panagis Tsaldaris, en el poder desde las elecciones de 1933, se vio obligado a purgar el funcionariado de partidarios republicanos para calmar a sus partidarios más extremistas. Metaxás se unió al Gobierno efímeramente, abandonándolo ante la negativa del gabinete a aplicar «represalias sangrientas». Al mismo tiempo, prometió un plebiscito que dirimiese la cuestión de la restauración de la monarquía. Para tratar de refrendar su postura ante la minoría ultramonárquica de su partido, decidió convocar elecciones. Se presentó como el único monárquico verdadero, ante la ambigua postura de los populistas de Tsaldaris. Los liberales se retiraron de las elecciones y Tsaldaris, respaldado por Kondylis, barrió a Metaxás, obteniendo 287 diputados frente a los 5 de este. Tsaldaris se había presentado como adalid de la república frente a la monarquía defendida por Metaxás. Este había formado la Unión de Monárquicos en junio de 1935, para forzar a Tsaldaris a prometer el plebiscito sobre la restauración de la monarquía.

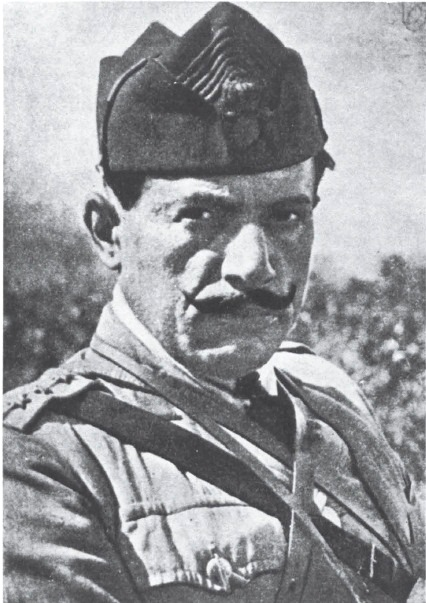
Georgios Kondilis, aplastó el intento de golpe venicelista en 1935 y fue un serio rival de Metaxás hasta su retiro a finales de año y su muerte en enero de 1936.

Tras intentar retrasar todo lo posible el plebiscito, la súbita declaración de Kondylis a favor de la monarquía y el sentimiento de amenaza militar de Metaxás hizo que el Parlamento lo fijase para noviembre.  Mientras, Kondylis se acercaba más y más a los fascistas. El país, centrado en la cuestión de la monarquía, vivía, sin embargo, una profunda crisis económica. El 5 de octubre de 1935 Kondylis dio un golpe de Estado junto con otros generales. El Gobierno de Tsaldaris había intentado anticiparse aceptando la restauración con la condición de que la nueva monarquía fuese un régimen constitucional, pero el rey se mostró ambiguo y contrario a descartar la restauración a través de un golpe militar. Los británicos, cada vez más dispuestos a apoyar a cualquier régimen conservador que se situase en su bando frente al creciente poder alemán e italiano, apoyaron la vuelta del rey.
Después de un plebiscito amañado (3 de noviembre de 1935) por la nueva junta militar (97 % a favor de la restauración), Jorge II de Grecia, hijo de Constantino I, volvió al trono en noviembre de 1935, declarando que iba gobernar constitucionalmente. El rey proclamó la amnistía de los republicanos y Kondylis, enfermo y cansado, fue obligado a retirarse en noviembre, quedando eliminado el principal rival de Metaxás. La vuelta de los oficiales republicanos al Ejército, sin embargo, se convirtió en un asunto sin solución, ante la oposición de los monárquicos. El rey sentía que no podría mantenerse sin una dictadura, como le aconsejaba, con veladas amenazas económicas, el embajador alemán. Anunció, empero, elecciones para el 26 de enero de 1936, que se celebraron con bastante libertad. Los venicelistas lograron 141 escaños frente a los 143 de los populistas, pero estos se encontraban divididos. Entre los segundos figuraba Metaxás, cuyo partido logró únicamente siete escaños: fue una nueva derrota electoral. El partido comunista, presentándose por separado, obtuvo unos sorprendentes quince diputados.
Las elecciones en 1936 trajeron consigo el estancamiento de la situación política que se debatía entre Panagis Tsaldaris (populista) y Themistoklis Sophoulis (liberal). La situación se polarizó más todavía gracias al avance señalado del Partido Comunista Griego (KKE), inaceptable para los militares. Temiendo el avance comunista y un golpe de Estado, Jorge II nombró a Metaxás, entonces ministro de Guerra y vice primer ministro del Gobierno de Konstantinos Demertzis (desde el 5 de marzo de 1936), primer ministro interino, nombramiento que aprobó el Parlamento griego. El primer ministro Demertzis había muerto ese mismo día 13 de abril de 1936, y sus principales rivales, Kondylis y Venizelos, lo habían hecho a comienzos de año. Tsaldaris, que se oponía al gabinete de Metaxás, murió poco después, el 12 de mayo de 1936, lo que facilitó aún más la toma del poder por Metaxás. Este suspendió las sesiones parlamentarias durante cinco meses el 30 de abril.
Este controlaba el Ejército desde la muerte de Kondilis en enero. Aunque un comité parlamentario vigilaba teóricamente al Gobierno, el poder estaba en manos de Metaxás. En agosto de 1936, con la excusa de la amenaza de una ola de huelgas comunistas, causadas en realidad por el empeoramiento de la situación económica y el miedo a la dictadura, Metaxás impuso el estado de emergencia el 4 de agosto de 1936, abolió las Cortes, y dio comienzo al periodo del fascismo griego, que duró hasta la muerte del dictador en 1941. El golpe contó con el beneplácito británico, que sostuvo a Metaxás durante toda su dictadura.
El programa original de Metaxás, que mantuvo los ministerios de Asuntos Exteriores y Defensa y, poco después, el de Educación, en sus manos, consistía en el alejamiento del Ejército de la política, el de los venicelistas de las fuerzas armadas, la «neutralización» de los políticos y el acercamiento a Gran Bretaña, para lo que contó con el apoyo del monarca.

## El régimen de Metaxás

### Modelo de Gobierno
Mantuvo el control de las fuerzas de seguridad a través del control de los ministerios asociados a ellas (Defensa e Interior) y de la política exterior griega. Rodeado de una escasa camarilla de figuras secundarias, sus ministros más capaces duraron apenas unos años en sus puestos, por la dificultad de trabajar con Metaxás. Este mantuvo alejados a los políticos profesionales del poder, apoyándose a menudo en profesionales provenientes de la banca, de las grandes empresas nacionales y en militares antiliberales. A pesar de compartir su oposición a los venicelistas, los populistas eran hostiles a Metaxás, oponiéndose, aunque en vano, a su régimen autoritario. La dictadura logró, sin embargo, el apoyo de la burguesía, y poco después el del Partido Liberal.
Metaxás, que acumulaba en su persona destacados ministerios, desarrollaba en persona gran parte de sus funciones, evitaba delegarlas, y trabajaba largamente en sus funciones, lo que pudo minar su salud. Desconfiado, vengativo y dominante, tuvo problemas para encontrar y retener en el Gobierno colaboradores capaces.

### Características del régimen

#### Ideología y control político
El fascismo griego fue una variante más de los regímenes totalitarios de carácter fascista que invadieron Europa entera en el periodo de entreguerras. Siguiendo este modelo se eliminaron los partidos políticos, los comunistas y los izquierdistas sufrieron una represión brutal (por ejemplo, el arresto de Georgios Papandreou); en total más de treinta mil personas fueron arrestadas y encarceladas, o exiliadas por motivos políticos. La policía política griega se convirtió en uno de los pilares del régimen, junto con la censura y las agencias estatales encargadas de controlar la cultura y la educación del país. Metaxás convirtió el país en un Estado policial. Las atrocidades contra los prisioneros políticos se debieron en su mayoría a la «sección especial» del ministerio de Seguridad Pública, formado por unos 1700 hombres. Con tales políticas, ahogó las actividades de los comunistas y su proyecto político. Además se generalizó la censura en los medios de comunicación. Los opositores fueron a menudo deportados a las islas o a lugares remotos en provincias. Se prohibió el derecho de manifestación, huelga y asociación.
La dictadura, sin embargo, se pareció más a la portuguesa o española que al modelo nazi de Hitler y careció de un partido único a pesar de sus medidas represivas y de control del poder. No era imperialista, ni racista, ni antisemita, sino principalmente nacionalista. La ideología de Metaxás era fundamentalmente antidemocrática, anticomunista y antiparlamentaria, con una cierta tendencia al elitismo y al corporativismo, como el propio Metaxás declaró en diferentes ocasiones durante sus primeros meses en el poder. Consideraba que la democracia había debilitado a la sociedad y que su «régimen del 4 de agosto» detendría lo que tomaba como decadencia moral. Consideraba su dictadura no como un fenómeno pasajero, sino como una institución permanente, como una expresión de la nación.

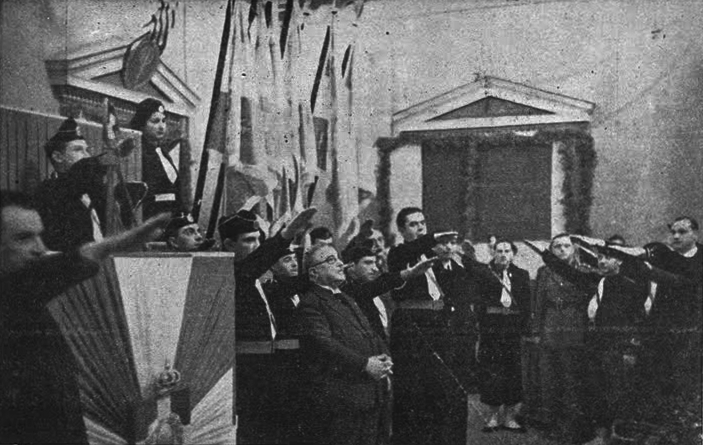
Metaxás en compañía de miembros de la organización juvenil del régimen.

Bajo el régimen de Metaxás la policía y los cuerpos de seguridad recibieron un gran impulso, fomentando la imagen de régimen policial pero también la eficacia de aquellos. Metaxás, que contó en general con el apoyo de numerosos oficiales del Ejército inicialmente, fue perdiendo paulatinamente el apoyo de algunos notables. El Gobierno, sin embargo, apenas contó con militares, siendo prácticamente civil en su totalidad. Abundaban, sin embargo, los exmilitares, especialmente aquellos que habían participado, como el dictador, en el fracasado golpe de Estado de 1923 que le había llevado a su segundo exilio.
Quería que su régimen (llamado «del 4 de agosto» por la fecha de su instauración) sentara los fundamentos para la denominada Tercera Civilización Helénica, después de la Antigua Grecia y del imperio griego medieval (Imperio bizantino). La Tercera Civilización Helénica era el equivalente griego al Tercer Reich hitleriano o a la Tercera Roma mussoliniana. Metaxás era el líder absoluto del régimen, y se le presentaba como «el Primer Trabajador», «el Primer Campesino», «el Primer Granjero» y «el Padre Nacional». La dictadura llevó a cabo un gran esfuerzo de propaganda, centrado principalmente en la promoción de EON, y se creó un culto a la personalidad de Metaxás. Progresivamente el régimen fue adaptándose al modelo corporativista.
Tras la disputa con el rey por el discurso del 8 de diciembre de 1937 en Lárisa en el que Metaxás describió al régimen como corporativista y permanente, se apresuró a aprobar la ley de emergencia del 9 de febrero de 1938 que abolió todo vestigio de autoridad que no procediera de su persona; otorgándose un poder total, la ley preveía la detención de los sospechosos de oposición, abrogaba los procesos del código civil y establecía un «comité de salud pública» que sustituyó a los anteriores tribunales por un sistema piramidal centralista que incluía funcionarios locales, de la fiscalía y de la policía cuyas sentencias eran inapelables y en la que los acusados no tenían derecho a abogado defensor ni a la comparecencia de testigos. La misma ley establecía que toda persona que desempeñase un cargo público debía contar con la aprobación del subsecretario de salud pública. Lo mismo sucedía con el personal de las grandes empresas con contratos estatales. La ley nombró además a Metaxás primer ministro vitalicio. El proceso de afianzamiento del poder de Metaxás fue similar al que llevó a cabo Mussolini en Italia en la década anterior.

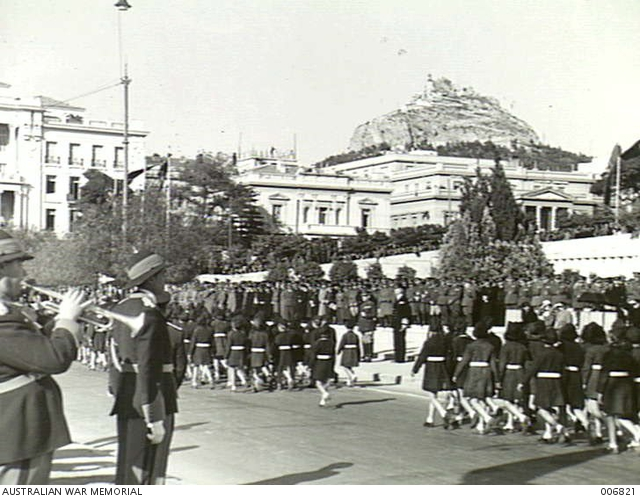
Desfile de la Organización de la Juventud Nacional (EON) en Atenas en la celebración de la independencia, en marzo de 1941, tras la muerte de Metaxás. EON fue la principal organización de masas de la dictadura.

#### Medidas sociales y económicas
El Gobierno de Metaxás introdujo varias medidas populistas como la jornada laboral de ocho horas y algunos cambios para mejorar las condiciones laborales del trabajador o el alivio del endeudamiento. Trató además de reducir el desempleo. Creó también la Seguridad Social Griega (IKA). El 17 de mayo de 1937, se aprobó una ley para aliviar las deudas de los campesinos. Pese a estas medidas, los griegos se movían mayoritariamente en la izquierda política, pero sin una oposición activa al régimen. La población, ante una clase política desacreditada, las medidas sociales y la represión del régimen, no sostuvo a la oposición a este. Las medidas contra los partidos de Metaxás, a la vez que acabaron con la extrema fragmentación política anterior, también privaron al país de la clase que había aportado la dirección política de la nación. El Gobierno tomó el control de los sindicatos.
Las mejoras económicas no se reflejaron en un beneficio para el nivel de vida de la población, ya que se destinaron a reforzar el rearme del país. Los sueldos no crecieron con el aumento de los precios. La política fiscal, basada fundamentalmente en los impuestos indirectos, no favoreció a las clases humildes, contradiciendo sus otras medidas sociales. Los métodos de recaudación de la dictadura para sus proyectos fueron coercitivos e impopulares. Una parte sustancial de los ingresos estatales, a menudo obtenidos de manera irregular y que fomentaba el incremento de la desigualdad de rentas, acabó financiando inútiles actividades de la EON, el proyecto favorito de Metaxás. En conjunto la política económica y social de la dictadura fue confusa y contradictoria y alternó medidas que favorecían a las clases más pobres con otras que perpetuaban su situación.
Logró el aumento de la producción cerealista, producto que Grecia debía importar en grandes cantidades, y de la industria nacional, que llegó a cubrir la mayoría de la demanda del país. Sus intentos de desarrollar una industria nacional, no obstante, se enfrentaron a la dura oposición de los intereses extranjeros, tanto alemanes como británicos.
Tras un breve intento de autarquía, el Gobierno siguió favoreciendo la inversión extranjera —especialmente la británica— para desarrollar algunos aspectos de la economía del país. Alemania se convirtió en un destacadísimo socio comercial, comprador de gran parte de la crucial cosecha griega de tabaco y solamente a finales de los años treinta los británicos comenzaron a tratar de competir con Alemania por motivos políticos, aunque de forma insatisfactoria para las necesidades griegas.

#### Cimientos de la dictadura y oposición
Otros pilares del régimen de Metaxás fueron el apoyo real, fundamental para el establecimiento y mantenimiento de la dictadura, y la nueva organización juvenil, la Organización de la Juventud Nacional (en griego antiguo: Ethniki Organosis Neolas, creada el 7 de noviembre de 1936), formada a imagen de otras similares en regímenes fascistas contemporáneos, y tenida por Metaxás como su más importante creación y fuente de la perpetuación de su régimen. No tuvo, a diferencia de estos, el respaldo de un partido de masas, con las que nunca tuvo una fácil relación, a diferencia de su antiguo rival Venizelos. La dictadura nunca fue popular y se mantuvo gracias a la represión de su aparato de seguridad. Los conservadores cercanos al rey, posible fuente de oposición dada la dependencia del dictador del respaldo real y de la ausencia de un partido de masas propio, veían, sin embargo, a Metaxás como una garantía frente a la izquierda y a la república.
La oposición al régimen, política, militar y desde el extranjero, fue débil. Los diversos políticos que se mostraron contrarios a Metaxás fueron fácilmente apartados por el aparato policial. Los populistas, que trataron de malquistar al monarca con Metaxás, fracasaron y sus principales figuras fueron deportadas. Las conjuras, apoyadas principalmente por Francia, también quedaron en nada. Los intentos de algunos militares de acabar con el régimen fueron asimismo infructuosos, siendo el más importante de ellos la revuelta en Creta de 1938. Gran Bretaña, al comienzo hostil a Metaxás, acabó viéndolo a finales de la década como una garantía de estabilidad y se mostró reacia a presionar al rey, anglófilo, para sustituirle.
La mayor actividad del régimen se dio en los dos primeros años, marcados por abundante legislación social y reformista, el fortalecimiento del aparato de seguridad y las medidas para aliviar la crisis económica. A la vez, los puestos del gabinete cambiaban frecuentemente. A partir de 1938, la actividad del Gobierno se centró en el desarrollo de EON y en el refuerzo de la defensa del país ante un posible ataque militar.

## La Segunda Guerra Mundial

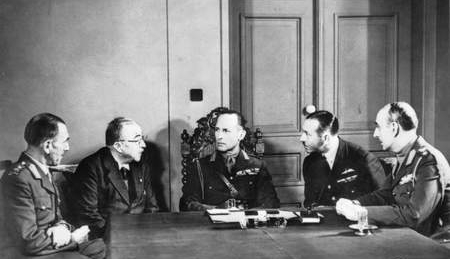
Metaxás, segundo por la izquierda, en la Junta de Defensa con el rey Jorge (centro), el general Papagos (derecha) y oficiales británicos en enero de 1941. Metaxás rechazó el envío de tropas británicas por insuficientes y provocativas para Alemania.

En lo que respecta a política exterior, Metaxás era claramente probritánico, a pesar de su pasado filogermano. Para él, los británicos eran los aliados naturales en el Mediterráneo y su flota fue una fuerza importante cuando las ambiciones expansionistas del régimen de Mussolini apuntaban claramente a Grecia. Gran Bretaña podía, además, someter a Grecia por hambre mediante el bloqueo naval o causar daños económicos tales que acabasen con su Gobierno. Cualquier intento británico de recrear el frente balcánico podía acabar con su dictadura o forzar a los italianos a atacar Grecia. Concentrado en lograr el tiempo suficiente para realizar la transformación social que ansiaba, temía el estallido de una nueva guerra mundial entre las potencias, que estaba convencido acabaría nuevamente con la derrota alemana y con el fin de su régimen en Grecia.
La política de Metaxás, que mantuvo a Grecia fuera de la Segunda Guerra Mundial al estallar esta, fue desbaratada en 1940 por las demandas de Mussolini, que esgrimían el derecho a la ocupación de plazas estratégicas griegas por parte de Italia. El 28 de octubre de 1940, Italia entregó un ultimátum a Grecia: si no se aceptaban las condiciones de Mussolini, Italia atacaría Grecia. La respuesta de Metaxás, «entonces tendremos que ir a la guerra», es recordado en la sociedad griega como «el Día del No» (en griego: Επέτειος του Όχι, romanizado: Epétios tu Oji, literalmente «aniversario del No») y se conmemora el 28 de octubre de cada año como fiesta nacional, junto con el 25 de marzo (Día de la Independencia del Imperio Otomano).
Italia invadió entonces Grecia desde sus bases en Albania Italiana. Gracias a los preparativos de Metaxás ante un posible ataque, Grecia frenó con gran éxito el avance italiano desde noviembre de 1940, y no solamente esto: las tropas griegas lanzaron de inmediato una exitosa contraofensiva forzando a los italianos a retroceder varios kilómetros al interior de Albania, de modo que la parte sur de dicho país quedó bajo control griego durante meses. Esta derrota italiana se considera tradicionalmente de vital importancia en el desarrollo de la Segunda Guerra Mundial: ante el descalabro italiano en Grecia, Hitler no solamente se vio obligado a retrasar el ataque contra la URSS, cayendo así el invierno sobre la ofensiva, sino también a destinar tropas de la propia Wehrmacht para la invasión de Grecia.
A mediados de enero de 1941, y ante la posibilidad de ataque alemán en apoyo de Italia, Metaxás y el alto mando griego mantuvieron una serie de conversaciones sobre un posible respaldo británico a Grecia. Los griegos solicitaron nueve divisiones británicas para cubrir parte de la frontera greco-búlgara, pero el general Archibald Wavell, jefe máximo de las tropas británicas en Oriente Medio, solamente ofreció dos o tres divisiones y algunas docenas de tanques. Metaxás consideró la oferta insuficiente para las necesidades griegas y peligrosa, porque podía servir como excusa a los alemanes para atacar el país, y la rechazó. La única ayuda que admitió fue la de la fuerza aérea británica, mientras que las tropas de tierra únicamente podrían desembarcar en Grecia a petición del Gobierno griego y una vez que los alemanes hubiesen cruzado el Danubio para entrar en Bulgaria.
Metaxás murió en Atenas la madrugada del 29 de enero de 1941, de muerte natural (una inflamación de la faringe que le produjo una septicemia), aunque se especuló, infundadamente, que había sido asesinado por los servicios secretos británicos, por la presencia de un soldado británico que trajo oxígeno al moribundo la mañana de su muerte. Le sucedió Alexandros Korizis, gobernador del Banco de Atenas.

## Legado
Hoy en día, Metaxás es un personaje controvertido para la historia griega. Algunos lo detestan por su represión y el Estado dictatorial que instauró, mientras que otros lo admiran por sus políticas populistas, por su patriotismo, por su desafío a las agresiones y la victoria militar ante Italia. Tras la Guerra Mundial y el estallido de la Guerra Civil, los británicos y la derecha griega idealizaron a Metaxás, convirtiéndole en el defensor del país ante la agresión italo-germana, el aliado tradicional británico y aquel que trató de evitar los males de la democracia para un país que se describía como demasiado primitivo para adoptarla. Otros autores le consideran una figura perteneciente al fascismo que trató de llevar a cabo una transformación hacia este de la sociedad griega y que subestimó el peligro italiano, sin reforzar suficientemente las defensas frente a Mussolini.